# Rue des Abeilles (Toulouse)
Pour les articles homonymes, voir Rue des Abeilles.
La rue des Abeilles est une voie de Toulouse, chef-lieu de la région Occitanie, dans le Midi de la France.

## Situation et accès

### Description
La rue des Abeilles est une voie publique. Elle se trouve dans le quartier Dupuy, dans le secteur 1 - Centre.
Elle naît perpendiculairement aux allées Forain-François-Verdier. Longue de 105 mètres, parfaitement rectiligne mais large de seulement 6 mètres, elle se termine au carrefour de la rue des Potiers. Elle est prolongée à l'est par la rue Jacques-Labatut, qui aboutit au port Saint-Sauveur et au canal du Midi.
La chaussée ne compte qu'une seule voie de circulation automobile à sens unique, de la rue des Potiers vers les allées Forain-François-Verdier. Elle appartient à une zone 30 et la vitesse y est limitée à 30 km/h. Il n'existe ni piste, ni bande cyclable, quoiqu'elle soit à double-sens cyclable.

### Voies rencontrées
La rue des Abeilles rencontre les voies suivantes, dans l'ordre des numéros croissants :
1. Allées Forain-François-Verdier
2. Rue des Potiers

## Odonymie
Au XVIIe siècle, la rue des Abeilles est simplement désignée comme la rue du Jardin. Au cours du XVIIIe siècle, elle prend le nom de Cambon. En 1794, pendant la Révolution française, on lui attribue celui de Belle-Vue, qu'elle ne conserve cependant pas. C'est finalement en 1806 qu'elle prend son nom actuel. L'origine en est inconnue : peut-être faut-il y voir une référence aux abeilles choisies comme un des symboles de l'Empire par Napoléon Ier.

## Patrimoine et lieux d'intérêt
- no  1 bis : maison (1943, Jean Valette)[2].
- no  11 : immeuble (vers 2016).
- no  15 : usine (deuxième moitié du XIXe siècle)[3].